# Dipartimento di Wayi
Il dipartimento di Wayi è un dipartimento del Ciad facente parte della provincia del Lago. Il capoluogo è Ngouri.

## Comuni
Il dipartimento comprende i seguenti comuni:
- Ngouri
- Ndjigdada
- Galla-Bira
- Dibinentchi